# Santa Cruz de Nuca
Santa Cruz de Nuca (ou Nuca), est la première colonie espagnole et européenne en Colombie-Britannique. Elle est établie en 1789 et abandonnée en 1795, à la suite de la crise de Nootka qui conduisit le Royaume-Uni et l'Espagne au bord de la guerre. Elle était protégée par le Fort San Miguel situé à proximité. Santa Cruz de Nuca fut la seule colonie espagnole au sein de l'actuel Canada,,.

## Avant 1778
Avant de devenir une colonie espagnole, ce lieu, alors nommé Yuquot, abrite, la résidence d'été du chef Maquinna et de son peuple les Nuu-chah-nulth. Lorsqu'en 1778, le capitaine James Cook visite la baie de Nootka, il est le premier européen à apercevoir Yuquot. 

## Premières explorations européennes et colonisation
La Nouvelle-Espagne revendique la souveraineté de toute la côte Pacifique de l'Amérique du Nord et considère l'activité de traite de la fourrure des Russes en Alaska, qui débute au milieu du XVIIIe siècle, comme une invasion et une menace. Tout comme, l'exploration des côtes du nord-ouest par le britannique James Cook et les activités des navires de sa Gracieuse Majesté dans ces eaux comme une invasion du territoire espagnol. Afin de renforcer et de protéger sa revendication la Nouvelle-Espagne envoie de nombreuses expéditions dans le Nord-Ouest Pacifique, entre 1774 et 1793.
En 1789, le vice-roi de Nouvelle-Espagne, Manuel Antonio Flores, ordonne à Esteban José Martínez d'occuper la baie de Nootka, et de construire sur l'île de Vancouver une colonie et un fort, afin qu'il soit clair, aux yeux des autres nations, que l'Espagne s'y établit formellement. Les Russes menacent d'envahir la baie et, en mai 1788, le britannique John Meares l'a utilisé comme base pour le commerce de la fourrure et revendique l'achat de terres aux Nuu-chah-nulth. Meares est arrivé de Chine et a exploré les côtes environnantes, construisant un poste de traite.